# Вірилізація
Вірилізація (лат. virilis — чоловічий, властивий чоловікові), маскулінізація або вірільний синдром — симптомокомплекс, що характеризується появою чоловічих рис (статури, оволосіння, тембру голосу та інших) у жінок у результаті активації андрогенів — чоловічих статевих гормонів (андрогенізація). Цей термін вживають і при характеристиці змін, що наступають у чоловіків.
Неповна вірилізація при внутрішньоутробному розвитку може стати причиною гіпоспадії.
Нормальна вірилізація представників чоловічої статі включає в себе звичайні процеси статевого дозрівання хлопчиків, при яких тестостерон змінює тіло: зростає пеніс, розвивається лобкове волосся, змінюється голос.
Патологічна вірилізація носіїв жіночого набору хромосом відбувається при генетичних збоях, які ведуть до вироблення підвищеного рівня чоловічих гормонів і спостерігається, наприклад, при вродженій гіперплазії кори надниркових залоз. При цьому зовнішні статеві органи розвиваються часто дефектно (неповністю) за чоловічим типом (кліторомегалія з  гіпоспадією та ін.), а всередині можуть формуватися недорозвинені жіночі статеві органи (див.  інтерсекс).